# The Hardcore Chair Swingin' Freaks

## The Hardcore Chair Swingin's Freaks in ECW

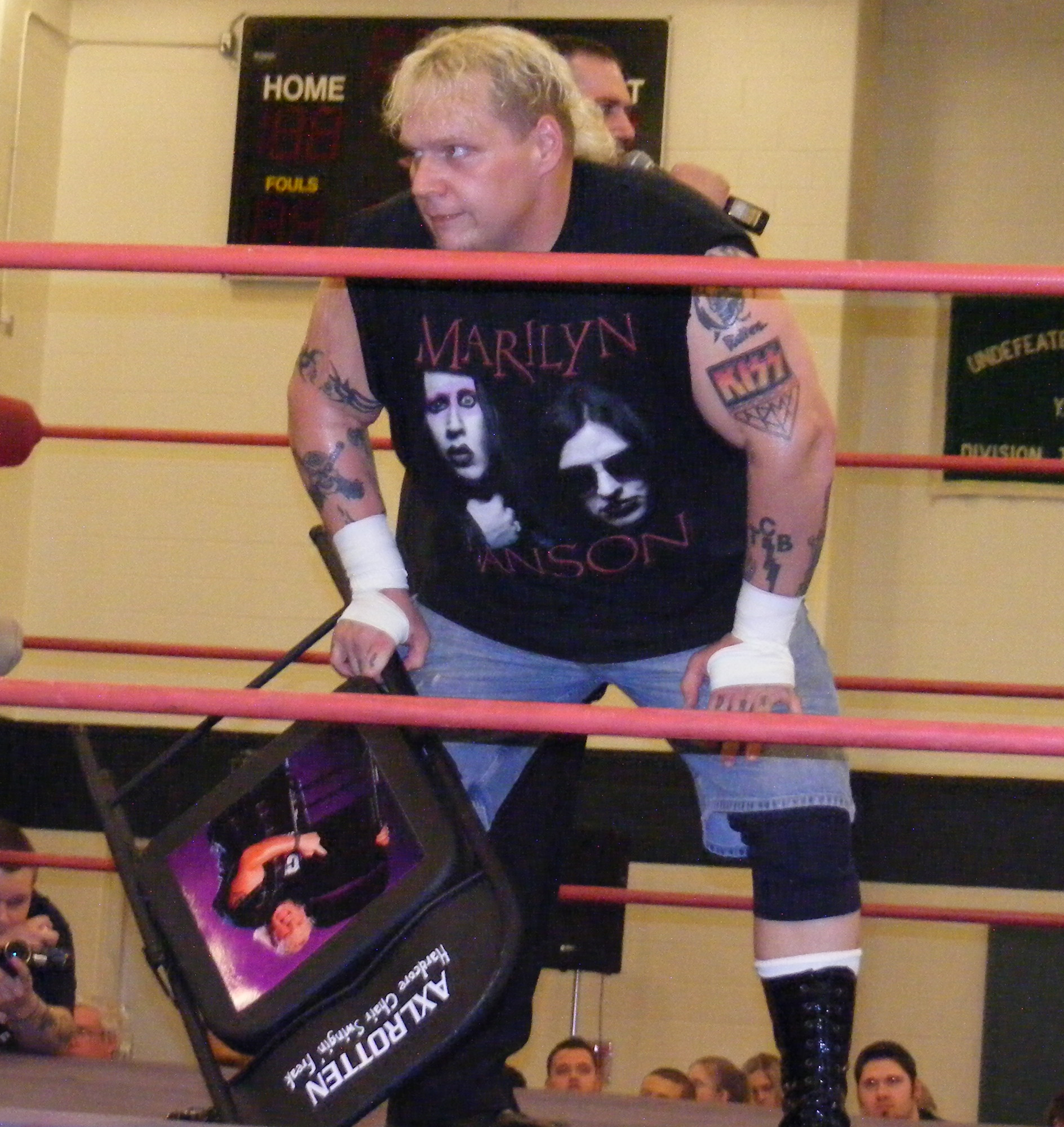
Axl Rotten (21 de abril de 1971 − 4 de febrero de 2016)

The Hardcore Chair Swingin' Freaks fue una popular pareja en la ECW (Extreme Championship Wrestling). Sus integrantes: Axel Rotten y Balls Mahoney, de 1997 a 1999. El equipo utilizaba sillas metálicas pintadas con lemas como: "ECW", "Balls", "This is gonna hurt" y el nombre del Pay Per View o pago por visión del evento, así como lo fue en ECW Living Dangerously de 1998 y ECW Hardcore Heaven.
Tuvieron una notable rivalidad contra los Dudley Boys donde usaban mesas, tachuelas, alambres de púas y fuego. El equipo de Balls en ocasiones participaría con Spike Dudley o New Jack.
Otra serie de luchas se disputaría contra. The Full Blooded Italians (FBI), anotando una emocionante victoria en A Matter of Respect 1998.
La pareja se reunió para el Pay Per View One Night Stand (2005) cuando intervinieron, junto con Kid Kash, en la lucha de los Dudley Boys contra Tommy Dreamer y The Sandman (luchador).

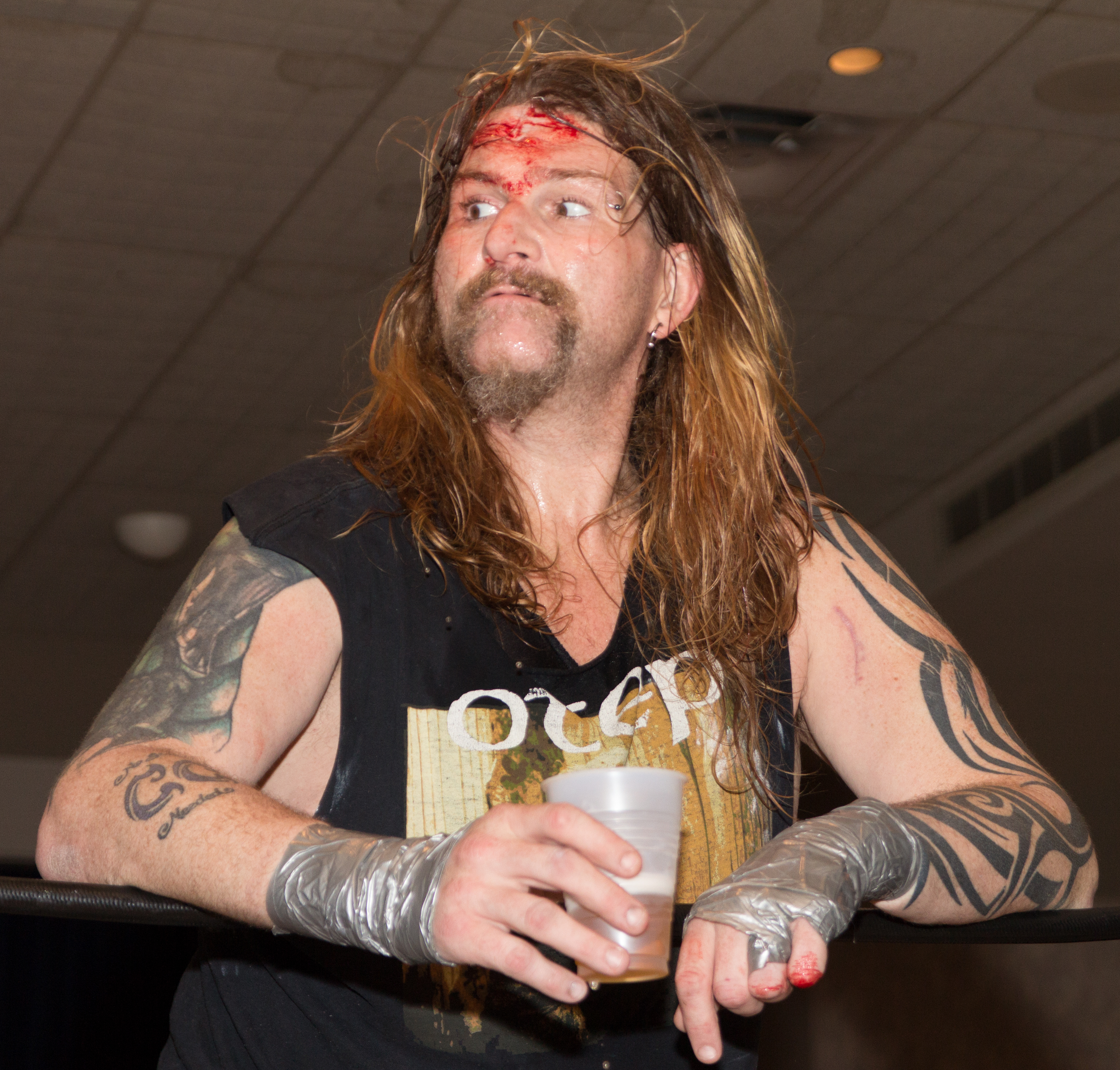
Balls Mahoney (11 de abril de 1972 – 12 de abril de 2016)